# Ronnie Simpson
Ronald «Ronnie» Campbell Simpson (Glasgow, Escocia, Reino Unido, 11 de octubre de 1930-ibídem, 19 de abril de 2004) fue un jugador y entrenador de fútbol escocés. En su etapa como jugador profesional se desempeñaba como guardameta.
Fue uno de los Leones de Lisboa que ganaron la final de la Copa de Campeones de Europa 1966-67 contra el Inter de Milán.

## Biografía
Su padre, Jimmy Simpson, también fue internacional con Escocia. Ronnie comenzó su carrera en el Queen's Park, donde fue convocado por el primer equipo en 1945 a la edad de 14 años y 304 días. Este hecho lo convirtió en el futbolista más joven en representar a un club en la liga escocesa, aunque dicho registro no era oficial, debido a que el campeonato se encontraba suspendido por la Segunda Guerra Mundial. Después de completar el servicio militar, fichó por el Third Lanark en 1950. Tras su breve estadía en el equipo de Glasgow, en 1951 se incorporó al Newcastle United, donde ganó la FA Cup en dos ocasiones: 1952 y 1955. Después de 9 años y casi 300 partidos con el equipo inglés, volvió a jugar en Escocia para el Hibernian en 1960. Sus grandes actuaciones ayudaron a salvar al equipo del descenso en 1962. En 1964, fue vendido al Celtic para ser suplente de John Fallon, pero finalmente obtuvo la titularidad después de que Fallon fuese culpado por la derrota en la final de la Copa de la Liga de 1964. Su mejor temporada fue sin dudas la 1966-67, cuando logró conquistar un cuadruplete (Copa de Europa, Liga, Copa y Copa de la Liga), además de ganar el premio al Futbolista del Año en Escocia. En 1969, Simpson sufrió una luxación de hombro, problema que lo obligó a perderse la final de la Copa de Campeones de Europa en 1970 y también a retirarse ese mismo año. En su exitosa etapa con Celtic, Simpson ganó 5 ligas escocesas, 3 copas de Escocia, 5 copas de la Liga y una Copa de Campeones de Europa.
Tras su retiro como jugador, se convirtió en entrenador del Hamilton Academical por una temporada. También fue concejal conservador en el Ayuntamiento de Edimburgo en la década de 1970. En 2002, fue incluido en el once ideal histórico del Celtic. Fue incluido póstumamente en el Salón de la Fama del Fútbol Escocés en noviembre de 2011.

## Fallecimiento
Simpson falleció el 19 de abril de 2004 de un ataque al corazón, a la edad de 73 años.

## Selección nacional

### Reino Unido
Formó parte del plantel de la selección de fútbol del Reino Unido que obtuvo el cuarto puesto como local en los Juegos Olímpicos de Londres 1948.

### Participaciones en Juegos Olímpicos
| Olimpiada                        | Sede        | Resultado    | Partidos | Goles |
| -------------------------------- | ----------- | ------------ | -------- | ----- |
| Juegos Olímpicos de Londres 1948 | Reino Unido | Cuarto lugar | 2        | 0     |

### Escocia
Fue internacional con la selección de fútbol de Escocia en 5 ocasiones. Hizo su debut en 1967, en la famosa victoria por 3-2 en Wembley ante la selección inglesa campeona de la Copa del Mundo de 1966. Al disputar ese partido, se convirtió en el futbolista más longevo en debutar con la selección escocesa, con 36 años y 196 días.

## Clubes

### Como jugador
| Club             | País       | Año       |
| ---------------- | ---------- | --------- |
| Queen's Park     | Escocia    | 1946-1950 |
| Third Lanark     | Escocia    | 1950-1951 |
| Newcastle United | Inglaterra | 1951-1960 |
| Hibernian        | Escocia    | 1960-1964 |
| Celtic           | Escocia    | 1964-1970 |

### Como entrenador
| Club                | País    | Año       |
| ------------------- | ------- | --------- |
| Hamilton Academical | Escocia | 1971-1972 |

## Palmarés

### Campeonatos nacionales
| Título                | Club             | País       | Año  |
| --------------------- | ---------------- | ---------- | ---- |
| FA Cup                | Newcastle United | Inglaterra | 1952 |
| FA Cup                | Newcastle United | Inglaterra | 1955 |
| Copa de Escocia       | Celtic           | Escocia    | 1965 |
| Copa de la Liga       | Celtic           | Escocia    | 1966 |
| Scottish Division One | Celtic           | Escocia    | 1966 |
| Copa de la Liga       | Celtic           | Escocia    | 1967 |
| Scottish Division One | Celtic           | Escocia    | 1967 |
| Copa de Escocia       | Celtic           | Escocia    | 1967 |
| Copa de la Liga       | Celtic           | Escocia    | 1968 |
| Scottish Division One | Celtic           | Escocia    | 1968 |
| Copa de la Liga       | Celtic           | Escocia    | 1969 |
| Scottish Division One | Celtic           | Escocia    | 1969 |
| Copa de Escocia       | Celtic           | Escocia    | 1969 |
| Copa de la Liga       | Celtic           | Escocia    | 1970 |
| Scottish Division One | Celtic           | Escocia    | 1970 |

### Copas internacionales
| Título                      | Club   | Sede              | Año  |
| --------------------------- | ------ | ----------------- | ---- |
| Copa de Campeones de Europa | Celtic | Lisboa (Portugal) | 1967 |

### Distinciones individuales
| Distinción                                         | Año  |
| -------------------------------------------------- | ---- |
| Futbolista del año en Escocia                      | 1967 |
| Incluido en el once ideal histórico del Celtic     | 2002 |
| Incluido en el Salón de la Fama del Fútbol Escocés | 2011 |